# Antoni (Szokotow)
Antoni, imię świeckie Aleksiej Andriejewicz Szokotow (ur. 1799 w Bogorodicznej Słobodzie w powiecie izjumskim, zm. 1 marca?/13 marca 1871 w Kiszyniowie) – rosyjski biskup prawosławny.

## Życiorys
Ukończył kolegium charkowskie, a następnie Kijowską Akademię Duchowną, gdzie w 1823 uzyskał stopień magistra. W tym samym roku został zatrudniony jako nauczyciel języka niemieckiego i matematyki w seminarium duchownym w Połtawie. Po dwóch latach przeniesiono go na stanowisko wykładowcy nauk filozoficznych w Kijowskiej Akademii Duchownej. 30 listopada 1829 został wyświęcony na kapłana i skierowany do służby duszpasterskiej w cerkwi Świętych Konstantyna i Heleny w Kijowie. W 1831 został na kijowskiej uczelni profesorem nadzwyczajnym. 
7 kwietnia 1834 został postrzyżony na mnicha, przyjmując imię zakonne Antoni. W sierpniu tego samego roku otrzymał stanowisko inspektora Kijowskiej Akademii Duchownej i wszedł do komitetu zajmującego się cenzurą duchownych wydawnictw eparchii kijowskiej. W 1836 podniesiono go do godności archimandryty, a następnie mianowano rektorem seminarium duchownego w Połtawie. W latach 1841–1850 był rektorem seminarium duchownego w Pskowie, łącząc te obowiązki najpierw z zarządem monasteru Przemienienia Pańskiego Eleazara Pskowskiego (do 1845), a następnie – monasteru Pskowsko-Pieczerskiego.
2 kwietnia 1850 został wyświęcony na biskupa wolskiego, wikariusza eparchii saratowskiej. Jego głównym zadaniem miało być zwalczanie silnej na tym terenie wspólnoty staroobrzędowej, jednak jeszcze w tym samym roku, w związku ze zmianą granic eparchii, przeniesiono go do eparchii nowogrodzkiej, także jako jej biskupa pomocniczego z tytułem biskupa staro-russkiego. Od 1853 do 1858 był ordynariuszem eparchii orenburskiej. 
W 1858 przeniesiony na katedrę kiszyniowską, pozostawał na niej do śmierci w 1871. W 1861 otrzymał godność arcybiskupa. Wyremontował na terenie eparchii kiszyniowskiej ok. 300 świątyń i utworzył 400 wiejskich szkół parafialnych, tworzył przy świątyniach biblioteki, rozpoczął wydawanie oficjalnej eparchialnej gazety, wydał zbiór artykułów teologicznych w języku rumuńskim (mołdawskim). W Kiszyniowie otworzył szkołę żeńską, którą następnie wspierał materialnie. Angażował się w zwalczanie staroobrzędowców, przekonując duchownych, by własnym przykładem i argumentami starali się wpływać na staroobrzędowców i przekonywać ich do wstępowania do Rosyjskiej Cerkwi Prawosławnej. Podczas podróży po eparchii często odwiedzał cerkwie jednowiercze i dyskutował ze staroobrzędowcami o wierze. 
Został pochowany w soborze Narodzenia Pańskiego w Kiszyniowie. W okresie radzieckim, gdy sobór był zamknięty i zaadaptowany na cele świeckie, jego nagrobek przeniesiono na cmentarz przy kiszyniowskiej cerkwi św. Teodora Tyrona (Ciuflea).